# Badminton-Afrikameisterschaft 1998
Die Badminton-Afrikameisterschaft 1998 war die neunte Auflage der Titelkämpfe im Badminton auf dem afrikanischen Kontinent. Sie fand vom 27. Juli bis zum 2. August 1998 statt.

## Medaillengewinner
| Disziplin    | Gold                           | Silber                          | Bronze                                        |
| ------------ | ------------------------------ | ------------------------------- | --------------------------------------------- |
| Herreneinzel | Édouard Clarisse               | Johan Kleingeld                 | Denis Constantin                              |
| Herreneinzel | Édouard Clarisse               | Johan Kleingeld                 | Neale Woodroffe                               |
| Dameneinzel  | Lina Fourie                    | Michelle Edwards                | Beverley Meerholz                             |
| Dameneinzel  | Lina Fourie                    | Michelle Edwards                | Vandanah Seesurun                             |
| Herrendoppel | Johan Kleingeld Anton Kriel    | Gavin Polmans Neale Woodroffe   | Gilles Allet Geenesh Dussain                  |
| Herrendoppel | Johan Kleingeld Anton Kriel    | Gavin Polmans Neale Woodroffe   | Stephan Beeharry Denis Constantin             |
| Damendoppel  | Monique Ric-Hansen Lina Fourie | Meagen Burnett Michelle Edwards | Marie-Hélène Valérie-Pierre Vandanah Seesurun |
| Damendoppel  | Monique Ric-Hansen Lina Fourie | Meagen Burnett Michelle Edwards | Selvon Marudamuthu Amrita Sawaram             |
| Mixed        | Anton Kriel Michelle Edwards   | Johan Kleingeld Lina Fourie     | Stephan Beeharry Marie-Hélène Valérie-Pierre  |
| Mixed        | Anton Kriel Michelle Edwards   | Johan Kleingeld Lina Fourie     | Gavin Polmans Monique Ric-Hansen              |
| Mixed Team   | Südafrika                      | Mauritius                       | Madagaskar                                    |

## Herreneinzel
- Edouard Razafimamamtema –  Pascal Labonne: 15-8 / 10-15 / 15-7
- Michael Adams –  Helio Joaquim: 15-6 / 15-7
- Yogeshsingh Mahadnac –  Emmanuel Kebairbagng: 15-9 / 15-6
- Neale Woodroffe –  Thierry Lamarque: 15-2 / 15-2
- Laingo Ravaivoson –  Hyder Aboobakar: 15-8 / 15-2
- Ibraimo Mussagy –  Sameer Nanji: 17-15 / 15-8
- Mohammad Ali Deljoor –  Tebogo Ofentse: 15-5 / 15-6
- Jovica Rujevic –  Simon Kihara: 15-6 / 15-0
- Vishal Sawaram –  Sebastiao Filipe Chicuana: 15-8 / 15-11
- Anton Kriel –  Bernard Gondo: 15-0 / 15-0
- Denis Constantin –  Nirmal Poonie: 15-4 / 15-5
- Stephan Beeharry –  Jean Aime Mota Ravalison: 15-7 / 15-4
- Irfaan Elaheebaccus –  Harold Themba Ndaba: 15-4 / 15-7
- Rodney Roussel –  Lucio Raul Mize Lampiao: 13-15 / 15-11 / 15-6
- Édouard Clarisse –  Edouard Razafimamamtema: 15-9 / 15-0
- Michael Adams –  Yogeshsingh Mahadnac: 15-12 / 15-12
- Neale Woodroffe –  Laingo Ravaivoson: 15-5 / 15-9
- Mohammad Ali Deljoor –  Ibraimo Mussagy: 15-2 / 15-6
- Jovica Rujevic –  Vishal Sawaram: 17-16 / 15-12
- Denis Constantin –  Anton Kriel: 15-6 / 15-1
- Stephan Beeharry –  Irfaan Elaheebaccus: 15-13 / 15-11
- Johan Kleingeld –  Rodney Roussel: 15-7 / 15-7
- Édouard Clarisse –  Michael Adams: 15-9 / 15-0
- Neale Woodroffe –  Mohammad Ali Deljoor: 17-18 / 15-5 / 15-11
- Denis Constantin –  Jovica Rujevic: 15-10 / 15-6
- Johan Kleingeld –  Stephan Beeharry: 15-7 / 15-7
- Édouard Clarisse –  Neale Woodroffe: 15-2 / 15-6
- Johan Kleingeld –  Denis Constantin: 8-15 / 15-4 / 15-6
- Édouard Clarisse –  Johan Kleingeld: 15-8 / 15-5

## Dameneinzel
- Jacqueline Wanjiku Thiaya –  Lenida Fortes: 11-1 / 11-2
- Karen Foo Kune –  Hilton Razafimamamtems: 12-11 / 11-1
- Shama Aboobakar –  Deepa A. Shah: 11-5 / 11-3
- Lina Fourie –  Felene Rakotonooharry: 11-0 / 11-2
- Anna Ngana –  Tshepiso Moeng: 11-8 / 11-0
- Vandanah Seesurun –  Keletso Morapedi: 11-2 / 11-2
- Monique Ric-Hansen –  Jacqueline Wanjiku Thiaya: 11-2 / 11-0
- Beverley Meerholz –  Karen Foo Kune: 11-4 / 8-11 / 11-2
- Meagen Burnett –  Amrita Sawaram: 11-2 / 1-11 / 11-0
- Anusha Dajee –  Shama Aboobakar: 11-1 / 11-1
- Michelle Edwards –  Joyce Malebogo Arone: 11-0 / 11-0
- Lina Fourie –  Anna Ngana: 11-1 / 11-0
- Vandanah Seesurun –  Monique Ric-Hansen: 11-4 / 9-11 / 11-5
- Beverley Meerholz –  Meagen Burnett: 12-10 / 11-2
- Michelle Edwards –  Anusha Dajee: 11-1 / 11-1
- Lina Fourie –  Vandanah Seesurun: 12-9 / 7-11 / 11-8
- Michelle Edwards –  Beverley Meerholz: 11-7 / 11-7
- Lina Fourie –  Michelle Edwards: 2-11 / 11-8 / 11-7

## Herrendoppel
- Johan Kleingeld /  Anton Kriel –  Laingo Ravaivoson /  Jean Aime Mota Ravalison: 15-5 / 15-2
- Sebastiao Filipe Chicuana /  Ibraimo Mussagy –  Thierry Lamarque /  Nirmal Poonie: 15-13 / 15-8
- Gilles Allet /  Geenesh Dussain –  Bernard Gondo /  Tebogo Ofentse: 15-1 / 15-1
- Yogeshsingh Mahadnac /  Vishal Sawaram –  Simon Kihara /  Sameer Nanji: 15-1 / 15-3
- Emmanuel Kebairbagng /  Harold Themba Ndaba –  Helio Joaquim /  Lucio Raul Mize Lampiao: 15-12 / 15-3
- Gavin Polmans /  Neale Woodroffe –  Hyder Aboobakar /  Mohammad Ali Deljoor: 15-8 / 15-5
- Michael Adams /  Jovica Rujevic –  Pascal Labonne /  Rodney Roussel: 15-5 / 15-1
- Stephan Beeharry /  Denis Constantin –  Edouard Razafimamamtema /  Jean Razomajatou: 15-1 / 15-1
- Johan Kleingeld /  Anton Kriel –  Sebastiao Filipe Chicuana /  Ibraimo Mussagy: 15-6 / 15-5
- Gilles Allet /  Geenesh Dussain –  Yogeshsingh Mahadnac /  Vishal Sawaram: 15-12 / 15-18 / 15-5
- Gavin Polmans /  Neale Woodroffe –  Emmanuel Kebairbagng /  Harold Themba Ndaba: 15-4 / 15-0
- Stephan Beeharry /  Denis Constantin –  Michael Adams /  Jovica Rujevic: 15-10 / 15-10
- Johan Kleingeld /  Anton Kriel –  Gilles Allet /  Geenesh Dussain: 15-2 / 15-6
- Gavin Polmans /  Neale Woodroffe –  Stephan Beeharry /  Denis Constantin: 15-6 / 10-15 / 17-15
- Johan Kleingeld /  Anton Kriel –  Gavin Polmans /  Neale Woodroffe: 15-7 / 15-9

## Damendoppel
- Anna Ngana /  Jacqueline Wanjiku Thiaya –  Joyce Malebogo Arone /  Tshepiso Moeng: 15-9 / 17-18 / 15-9
- Felene Rakotonooharry /  Hitomi Razafimamtema –  Kashim Kietnasamy /  Chriselle Lim Fon Kee: 15-8 / 15-7
- Shama Aboobakar /  Deepa A. Shah –  Lenida Fortes /  E. Moraped: 15-3 / 15-2
- Lina Fourie /  Monique Ric-Hansen –  Anusha Dajee /  Karen Foo Kune: 15-3 / 15-8
- Marie-Hélène Valérie-Pierre /  Vandanah Seesurun –  Anna Ngana /  Jacqueline Wanjiku Thiaya: 15-11 / 15-2
- Selvon Marudamuthu /  Amrita Sawaram –  Felene Rakotonooharry /  Hitomi Razafimamtema: 15-11 / 15-2
- Meagen Burnett /  Michelle Edwards –  Shama Aboobakar /  Deepa A. Shah: 15-1 / 15-3
- Lina Fourie /  Monique Ric-Hansen –  Marie-Hélène Valérie-Pierre /  Vandanah Seesurun: 15-1 / 15-9
- Meagen Burnett /  Michelle Edwards –  Selvon Marudamuthu /  Amrita Sawaram: 15-1 / 15-1
- Lina Fourie /  Monique Ric-Hansen –  Meagen Burnett /  Michelle Edwards: 15-2 / 17-14

## Mixed
- Harold Themba Ndaba /  Joyce Malebogo Arone –  Lucio Raul Mize Lampiao /  Chriselle Lim Fon Kee: 15-12 / 15-1
- Yogeshsingh Mahadnac /  Karen Foo Kune –  Peter Gacheru /  Jacqueline Wanjiku Thiaya: 15-7 / 15-5
- Gilles Allet /  Anusha Dajee –  Lenida Fortes /  Ibrahimo Mussagy: w.o.
- Sebastiao Filipe Chicuana /  Shama Aboobakar –  Edouard Razafimamamtema /  Hitomi Razafimamtema: w.o.
- Harold Joaquim /  Kashim Kietnasamy –  Emmanuel Kebairbagng /  Tshepiso Moeng: w.o.
- Anton Kriel /  Michelle Edwards –  Laingo Ravaivoson /  Felene Rakotonooharry: 15-11 / 15-0
- Geenesh Dussain /  Selvon Marudamuthu –  Harold Themba Ndaba /  Joyce Malebogo Arone: 15-1 / 15-1
- Gavin Polmans /  Monique Ric-Hansen –  Tebogo Ofentse /  Keletso Morapedi: 15-0 / 15-5
- Jovica Rujevic /  Beverley Meerholz –  Yogeshsingh Mahadnac /  Karen Foo Kune: 15-9 / 18-15
- Gilles Allet /  Anusha Dajee –  Simon Kihara /  Anna Ng'ang'a: 15-4 / 15-4
- Johan Kleingeld /  Lina Fourie –  Sebastiao Filipe Chicuana /  Shama Aboobakar: 15-4 / 15-4
- Stephan Beeharry /  Marie-Hélène Valérie-Pierre –  Neale Woodroffe /  Meagen Burnett: 15-13 / 15-10
- Harold Joaquim /  Kashim Kietnasamy –  Sameer Nanji /  Deepa A. Shah: w.o.
- Anton Kriel /  Michelle Edwards –  Geenesh Dussain /  Selvon Marudamuthu: 13-15 / 15-5 / 15-9
- Gavin Polmans /  Monique Ric-Hansen –  Jovica Rujevic /  Beverley Meerholz: 11-15 / 15-5 / 15-2
- Johan Kleingeld /  Lina Fourie –  Gilles Allet /  Anusha Dajee: 15-5 / 15-6
- Stephan Beeharry /  Marie-Hélène Valérie-Pierre –  Harold Joaquim /  Kashim Kietnasamy: 15-7 / 15-0
- Anton Kriel /  Michelle Edwards –  Gavin Polmans /  Monique Ric-Hansen: 15-3 / 10-15 / 15-3
- Johan Kleingeld /  Lina Fourie –  Stephan Beeharry /  Marie-Hélène Valérie-Pierre: 15-2 / 9-15 / 15-9
- Anton Kriel /  Michelle Edwards –  Johan Kleingeld /  Lina Fourie: 15-11 / 15-0